# VolkerWessels Cycling Team
VolkerWessels Cycling Team is een semi-professionele Nederlandse wielerploeg. Ze komt voort uit de wielervereniging Twente-Salland en is langzaam uitgegroeid van clubteam tot een UCI continentaal  team. De wielerploeg zette in 2020 de stap naar het continentale circuit.
Het VolkerWessels Cycling Team, ook wel afgekort als VWCT, is een wielerploeg die vanaf het begin met zowel ervaren renners en jonge talenten werkt. 
Naast de continentale wielerploeg had VWCT ook nog een opleidingsploeg, Wielerteam Reggeborgh. Deze ploeg is na een jaar opgeheven als gevolg van de COVID-19-pandemie.  

## Ploegnamen
| Periode   | Naam                       | Code | PC   |
| --------- | -------------------------- | ---- | ---- |
| 2019      | VolkerWessels-Merckx       | -    | Club |
| 2020      | VolkerWessels-Merckx       | VWM  | CT   |
| 2021-2023 | VolkerWessels Cycling Team | VWE  | CT   |
| 2024-2025 | VolkerWessels Cycling Team | VWT  | CT   |

## Overwinningen

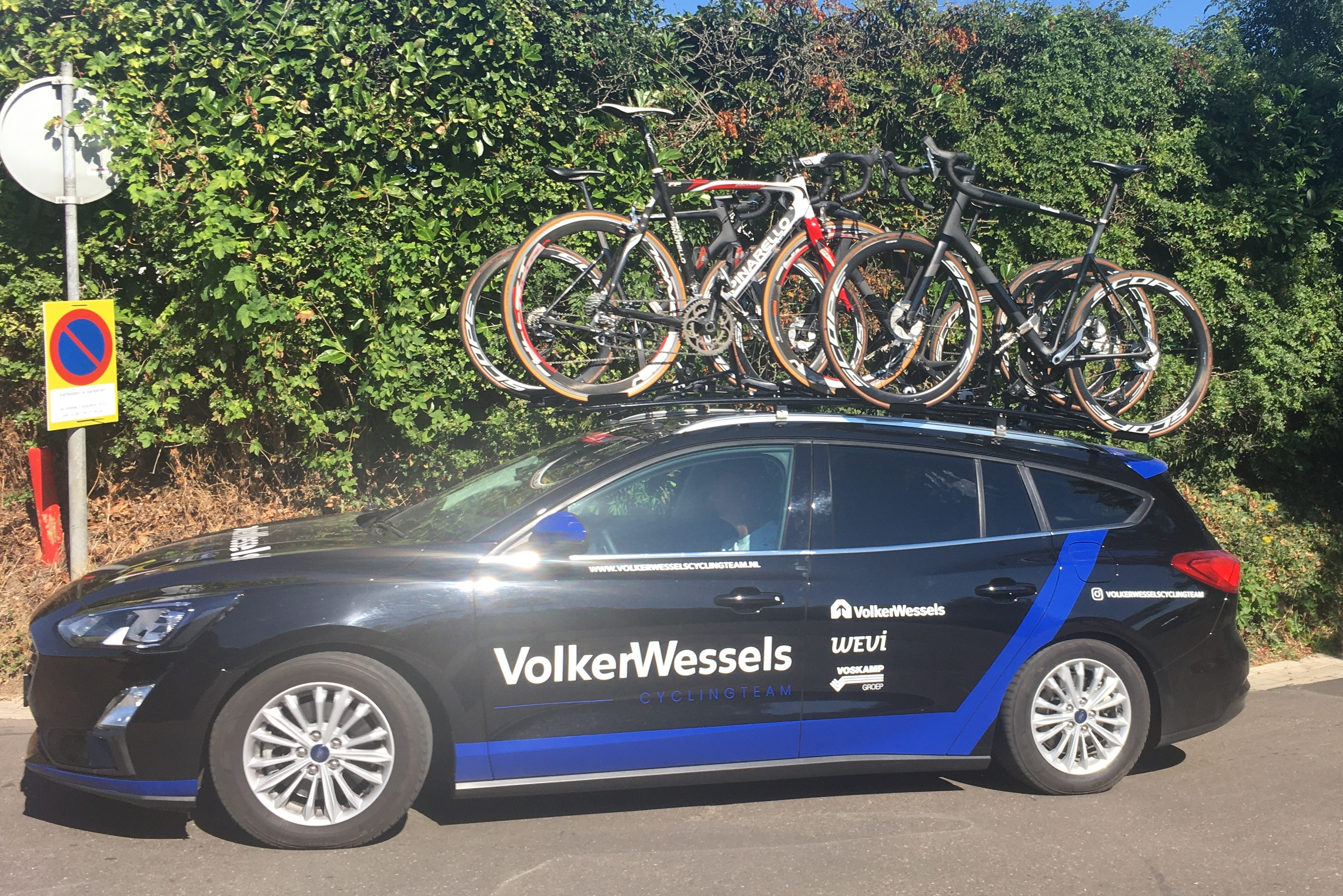
De ploegleiderswagen in 2022.

### Wegwielrennen
2020
Ronde van Groningen: Tijmen Eising
Omloop van de Braakman: Coen Vermeltfoort
2021
Omloop van de Braakman: Roel van Sintmaartensdijk
2e etappe Koers van de Olympische Solidariteit: Nick Brabander
1e etappe Ronde van Zuid-Bohemen (TTT): (Eising, De Jong, Van der Meer, R. Van Sintmaartensdijk, Tulner, Wolffenbuttel)
+ 3e etappe: Nick van der Meer
Textielprijs Vichte: Coen Vermeltfoort
Ster van Zwolle: Coen Vermeltfoort
2022
Dorpenomloop Rucphen: Maikel Zijlaard
2e etappe Olympia's Tour: Peter Schulting
+ Eindklassement: Maikel Zijlaard
+ Jongerenklassement: Roel van Sintmaartensdijk
7e etappe Ronde van Normandië: Coen Vermeltfoort
Omloop van de Braakman: Roel van Sintmaartensdijk
4e etappe Ronde van Loir-et-Cher: Coen Vermeltfoort
PWZ Zuidenveldtour: Coen Vermeltfoort
Ronde van Overijssel: Coen Vermeltfoort
Etappe 2b H4A Beloftenweekend: Jord Baak
+ Eindklassement H4A Beloftenweekend: Roel van Sintmaartensdijk
Ton Dolmans Trofee: Bart Lemmen
Omloop der Kempen: Roel van Sintmaartensdijk
1e etappe Flèche du Sud: Daan van Sintmaartensdijk
NK wegwedstrijd U23: Max Kroonen
Etappe 1a Koers van de Olympische Solidariteit: Coen Vermeltfoort
Districtenpijl-Ekeren-Deurne: Coen Vermeltfoort
4e etappe Kreiz Breizh Elites: Bart Lemmen
Ronde van de Achterhoek: Coen Vermeltfoort
2e etappe Ronde van Zuid-Bohemen: Maikel Zijlaard
+ 3e etappe: Maikel Zijlaard
+ Puntenklassement: Maikel Zijlaard
4e etappe Ronde van Slowakije: Jasper Haest
+ Puntenklassement: Jasper Haest
Grote Prijs Rik Van Looy: Coen Vermeltfoort
2023
Ster van Zwolle: Coen Vermeltfoort
2e etappe Olympia's Tour: Max Kroonen
Omloop van de Braakman: Max Kroonen
Ronde van Overijssel: Coen Vermeltfoort
Etappe 1b Koers van de Olympische Solidariteit: Daan van Sintmaartensdijk
+ 3e etappe: Coen Vermeltfoort
Midden-Brabant Poort Omloop: Thimo Willems
2e etappe Ronde van Zuid-Bohemen: Daan van Sintmaartensdijk
Sluitingsprijs Putte-Kapellen: Coen Vermeltfoort
2024
1e etappe Olympia's Tour: Elmar Abma
Omloop van de Braakman: Max Kroonen
1e etappe Ronde van de Mirabelle: Finn Crockett
Omloop Mandel-Leie-Schelde: Finn Crockett
Eurode Omloop: Timo de Jong
Textielprijs Vichte: Max Kroonen
Sluitingsprijs Putte-Kapellen: Timo de Jong
2025
1e etappe Olympia's Tour (ITT): Tim Marsman
+ 2e etappe: Timo de Jong
4e etappe Flèche du Sud: Joppe Heremans
+ Jongerenklassement: Joppe Heremans
2e etappe Koers van de Olympische Solidariteit: Joppe Heremans
Midden-Brabant Poort Omloop: Timo de Jong
Eindklassement Kreiz Breizh Elites: Finn Crockett

### Gravel
2021: Nederlands Kampioen: Tijmen Eising
2022: Nederlands Kampioen: Coen Vermeltfoort